# Orgue de la Basílica de la Mercè
L'Orgue de la Basílica de la Mercè és un orgue situat a l'interior de la Basílica de la Mercè, inaugurat el 21 de setembre de 2018 i construït pel mestre orguener Gerhard Grenzing.

## Descripció
Té 40 registres que fan sonar 2.800 tubs, el més petit de 6 centímetres i el més gran de més de 5 metres. Té tres teclats i pedaler. Amb aquest orgue es va voler recuperar el paper capdavanter com a focus cultural que va tenir durant segles la Basílica de la Mercè, ja que la tradició organística del temple es remunta al segle xv, malgrat que fou estroncada durant la Guerra Civil espanyola. El nou orgue és un instrument únic a la ciutat per les seves prestacions, la seva dimensió, la seva capacitat i per l'acústica de l'església que l'acull.

## Història
És obra de Gerhard Grenzing, un dels mestres orgueners més prestigiosos del món, que té el taller al Papiol, d'on han sortit alguns dels orgues més importants d'Europa. El projecte es va iniciar el 2015, i s'hi van invertir dos anys en la construcció. La Fundació la Caixa hi va aportar 670.000 €, l'Ajuntament de Barcelona 80.000 €, i més d'un centenar de padrins, entre particulars i empreses, amb aportacions entre 50 a 3.000 €.
L'orgue es va inaugurar durant les festes de la Mercè de 2018, coincidint amb el 800 aniversari de la fundació de l'orde de la Mercè, amb un festival que va portar tres concerts, els dies 21, 22 i 23 de setembre, a càrrec de Thomas Ospital, Maria Nacy i Montserrat Torrent, respectivament. El concert inaugural va comptar amb la presència de la ministra d'Administracions Públiques del govern d'Espanya, Meritxell Batet.